# Brigitte Wiaux
Brigitte M.L.E.A.G. Wiaux, née le 18 avril 1958 à Louvain est une femme politique belge wallonne, membre du Centre démocrate humaniste.
Elle est licenciée en sciences politiques (relations internationales) et en communication sociale (relations publiques); agrégée de l'enseignement secondaire supérieur.

## Fonctions politiques
- Ancienne conseillère de la province du Brabant wallon.
- Ancien questeur du conseil provincial (Brabant wallon).
- Première échevine de Beauvechain.
- Députée fédérale du 21 juillet 2004 au 10 juin 2007 et du 5 juillet 2007 au 6 mai 2010.